# Beutler

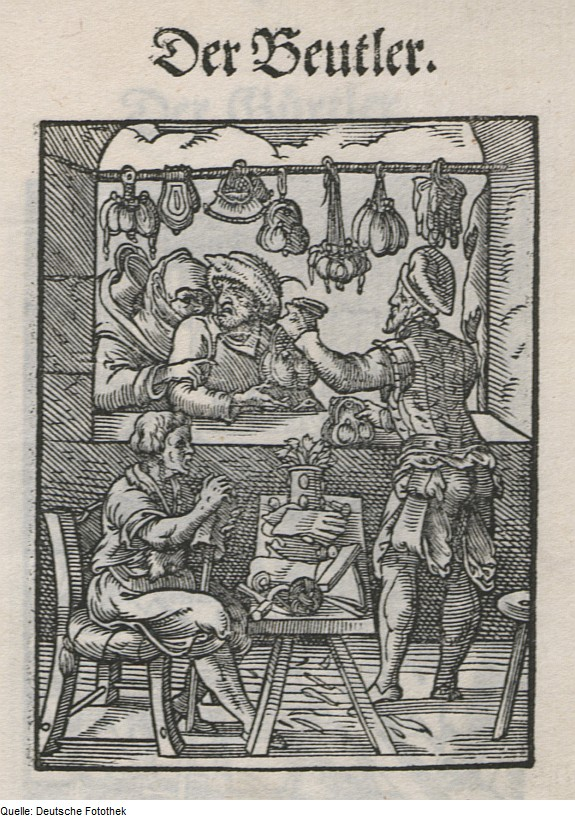
In der Werkstatt des frühneuzeitlichen Beutlers (1568)

Der Beutler (auch Beutelmacher, Peutler oder Beitler) ist ein Handwerker, der eine Art von Lederwaren oder Beutel aus Leinwand oder kostbaren Stoffen herstellt, wie neben ihm Täschner, Feintäschner, Gerber, Kürschner, Riemer, Sattler und Schuster.
Die Spezialisierung bei der Herstellung von Lederwaren ging im Mittelalter bei den Zünften so weit, dass man je nach der Feinheit des Leders, aus dem Beutel hergestellt wurden, zwischen dem Beutler (feines Leder) und dem Säckler (grobes Leder) unterschied sowie zwischen Feintäschner und Täschner.
Der „Säckler“ wird in der Zeit des 8. Jahrhunderts erstmals erwähnt und fertigte damals für die Bergwerksleute aus tierischen Häuten Säcke, in denen das Erz zu Tal gebracht wurde. Diese ersetzte man aber in späterer Folge durch Säcke aus Leinen. Ab dem 12. Jahrhundert befasste sich der „Säckler“ mit der Erzeugung von „ledernem Beinkleid“. Dieses wurde im Laufe der Jahrhunderte immer kunstvoller, wovon herrliche Stickereien zeugen. Im 16. Jahrhundert begann man mit der Erzeugung der Oberbekleidung und des passenden Zubehörs wie Taschen oder Handschuhen. Daraus entstanden die Namen „Beutler“ und „Wämsler“. Im 17. Jahrhundert taucht der „Säckler“ als Hersteller von stabilen Mehlsäcken auf, für die man vorwiegend gegerbtes Leder verwendete. Mit dem Aufkommen des Leinens wurde dann der „Säckler“ zum Bekleidungsschneider bzw. Lederbekleidungserzeuger. Der alte Begriff „Säckler“ wird aber von den renommierten Betrieben in Österreich und Bayern heute noch aufrechterhalten, vor allem im Bereich der Herstellung  tradierter Trachtenbekleidung.
Zur Berufssituation der Lederarbeiter vergleiche besonders die Artikel Täschner und Lederwaren.

## Beutler/Sichter
Beutler oder Sichter werden aber auch spezialisierte Facharbeiter im Mühlen- und Bäckerhandwerk genannt, die das von der Mühle kommende Mehl in immer feiner gewebte Säcke füllten und es durch Schütteln oder Schlagen siebten, um auf diese Weise unterschiedliche Feinheitsgrade zu gewinnen. Eine entsprechende Maschine nennt sich ebenfalls Sichter.

## Beutler/Zeidler
Beutler wurden auch die Erb-Zeidler genannt, die im Mittelalter das Privileg hatten, die im Reichswald lebenden wilden Bienenvölker einzufangen und in Beuten zwecks Honiggewinnung zu halten. Beuten waren entweder hohle Bäume oder Baumstämme, die ausgehöhlt und mit einem Deckel versehen wurden.